# ロブソン・ポンテ
ロブソン・ポンテ（Robson Ponte、1976年11月6日 - ）は、ブラジル・サンパウロ出身の元サッカー選手。なお現役時代のポジションは、ミッドフィールダー（MF）、フォワード（FW）。現ポルティモネンセSC・テクニカルディレクター。
2007年にJリーグ最優秀選手賞を受賞。

## 経歴
1996年、地元のサッカークラブ・CAジュベントスでプロ選手としてデビューした。グアラニFCを経てドイツのバイエル・レバークーゼンへ移籍。入団当初はあまり活躍できず、2001年にVfLヴォルフスブルクにレンタルされた。そこでの活躍が認められ、2003年にレバークーゼンへ復帰した。2004年にレバークーゼンの一員としてUEFAチャンピオンズリーグに出場した。当時のチームメイトにはドイツ代表のシュナイダー、ブルガリア代表のベルバトフ、後に柏レイソルへ移籍することとなるフランサらがいた。グループリーグではレアル・マドリードと対戦して3-0で勝利した。
その後、当時浦和レッズの監督だったギド・ブッフバルトから誘われ、2005年7月に浦和に加入した。Jリーグ公式戦初出場となった2005年8月20日のFC東京戦ではフォワード（FW）としてプレー。初ゴールを決めた。2006年のJリーグ最終節では優勝を争うガンバ大阪との直接対決となり、レッズは勝つか引き分ければ優勝が決まる条件の中、ガンバに先制を許すが、前半27分に同点ゴールを決め、更に44分のワシントンの逆転ゴールをアシストし3-2での勝利に貢献、レッズに初のJリーグ優勝をもたらした。
2007年にはAFCチャンピオンズリーグに出場し、5得点を挙げ浦和の優勝に貢献。リーグ戦では7得点12アシストの活躍で2007年JリーグMVPに選ばれた。
2007年12月1日に行われた横浜FC戦において負傷をし途中交代。診断結果が右膝前十字靭帯損傷だった為、12月5日にブラジルへ帰国した（14日に手術を受け成功）。この負傷の影響でFIFAクラブワールドカップ2007へ出場することは出来なかった。
2008年5月31日のナビスコカップ予選リーグ第5節、対ヴィッセル神戸戦で復帰したが、7月5日に行われたJリーグ第15節、対FC東京戦で肉離れを発症し1ヶ月ほど離脱した。
2009年は主に5人の中盤のトップ下や右サイドでプレー。試合展開によってはボランチにポジションを下げる事もあった。
2010年は一時期、6月の契約満了をもって退団という報道がされていた が、シーズン開始から好調を維持していたためシーズン終了まで契約を延長した。その後も負傷で離脱した時期以外は好調を維持し、ゴールやアシストで、勝利に貢献していたが、11月19日、契約満了を持って2010シーズン限りで退団する事が発表された。11月23日の横浜F・マリノス戦で2ゴールを決めて勝利に貢献、この日決めた2点目のゴールが浦和での最後のゴールとなった。この年は浦和在籍中で最多の9ゴールを決めた。
浦和退団後は住み慣れた埼玉での現役続行を目指し、代理人を通じて大宮アルディージャとコンタクトを取った が、最終的にはブラジルでの現役続行を表明し、2011年5月にグレミオ・バルエリへの入団が発表され、同年10月をもって退団し、現役を引退した。
引退後、兄が運営する建設会社の手伝いを行っていた。2013年5月11日にJリーグ20thアニバーサリーマッチにレジェンドプレイヤーとして、2014年7月5日には山田暢久の引退試合に参加するため、来日した。
2016年12月、選手時代に代理人を務めたテオドロ・フォンセカに誘われ、セグンダ・リーガ（ポルトガル2部）のポルティモネンセSCのテクニカルディレクターに就任した。
2017年7月15日、かつてのチームメイトであった鈴木啓太の引退試合出場のため、来日した。

## 人物・プレースタイル
- イタリア移民の家系であるためイタリア国籍も持っている。ポンテ（Ponte）という姓はイタリア語で橋の意味。
- 浦和在籍中、強豪クラブの幹部からは「ポンテになら5億円支払っても惜しくはない」と言われる程に評価が高かった[10]。
- ポルティモネンセのGM兼副会長に就任してからは、浦和とポルティモネンセとのコネクションが強まり、マウリシオ（2017年）、ファブリシオ（2018年）、エヴェルトン（2019年）とポルティモネンセから浦和へブラジル人助っ人が加入している。また中島翔哉の在籍時にはクラブGMとして度々日本のニュースにも登場していた[11][12]。

## 所属クラブ
- 1995年 - 1996年 CAジュベントス
- 1997年 アメリカFC
- 1998年 - 1999年 グアラニFC
- 1999年 - 2005年6月 バイヤー・レバークーゼン
  - 2001年 - 2003年 VfLヴォルフスブルク（期限付き移籍）
- 2005年7月 - 2010年 浦和レッズ
- 2011年5月 - 同年10月 グレミオ・バルエリ

## 個人成績
| 国内大会個人成績 | 国内大会個人成績   | 国内大会個人成績 | 国内大会個人成績 | 国内大会個人成績 | 国内大会個人成績 | 国内大会個人成績 | 国内大会個人成績 | 国内大会個人成績 | 国内大会個人成績 | 国内大会個人成績 | 国内大会個人成績 |
| 年度             | クラブ             | 背番号           | リーグ           | リーグ戦         | リーグ戦         | リーグ杯         | リーグ杯         | オープン杯       | オープン杯       | 期間通算         | 期間通算         |
| 年度             | クラブ             | 背番号           | リーグ           | 出場             | 得点             | 出場             | 得点             | 出場             | 得点             | 出場             | 得点             |
| ブラジル         | ブラジル           | ブラジル         | ブラジル         | リーグ戦         | リーグ戦         | ブラジル杯       | ブラジル杯       | オープン杯       | オープン杯       | 期間通算         | 期間通算         |
| ---------------- | ------------------ | ---------------- | ---------------- | ---------------- | ---------------- | ---------------- | ---------------- | ---------------- | ---------------- | ---------------- | ---------------- |
| 1995             | ジュベントス       |                  | セリエB          |                  |                  |                  |                  |                  |                  |                  |                  |
| 1996             | ジュベントス       |                  | セリエB          | 1                | 0                |                  |                  |                  |                  |                  |                  |
| 1997             | アメリカ-SP        |                  | サンパウロ州     |                  |                  |                  |                  |                  |                  |                  |                  |
| 1998             | グアラニ           |                  | セリエA          | 16               | 7                |                  |                  |                  |                  |                  |                  |
| 1999             | グアラニ           |                  | セリエA          | 16               | 9                |                  |                  |                  |                  |                  |                  |
| ドイツ           | ドイツ             | ドイツ           | ドイツ           | リーグ戦         | リーグ戦         | リーグ杯         | リーグ杯         | DFBポカール      | DFBポカール      | 期間通算         | 期間通算         |
| 1999-00          | レバークーゼン     | 7                | ブンデス1部      | 24               | 2                |                  |                  |                  |                  |                  |                  |
| 2000-01          | レバークーゼン     | 7                | ブンデス1部      | 12               | 0                |                  |                  |                  |                  |                  |                  |
| 2001-02          | ヴォルフスブルク   | 26               | ブンデス1部      | 31               | 8                |                  |                  |                  |                  |                  |                  |
| 2002-03          | ヴォルフスブルク   | 26               | ブンデス1部      | 30               | 5                |                  |                  |                  |                  |                  |                  |
| 2003-04          | レバークーゼン     | 7                | ブンデス1部      | 20               | 2                |                  |                  |                  |                  |                  |                  |
| 2004-05          | レバークーゼン     | 7                | ブンデス1部      | 23               | 2                |                  |                  |                  |                  |                  |                  |
| 日本             | 日本               | 日本             | 日本             | リーグ戦         | リーグ戦         | リーグ杯         | リーグ杯         | 天皇杯           | 天皇杯           | 期間通算         | 期間通算         |
| 2005             | 浦和               | 10               | J1               | 16               | 8                | 3                | 1                | 5                | 0                | 24               | 9                |
| 2006             | 浦和               | 10               | J1               | 22               | 4                | 3                | 0                | 4                | 2                | 29               | 6                |
| 2007             | 浦和               | 10               | J1               | 33               | 7                | 2                | 0                | 0                | 0                | 35               | 7                |
| 2008             | 浦和               | 10               | J1               | 16               | 1                | 2                | 0                | 2                | 1                | 20               | 2                |
| 2009             | 浦和               | 10               | J1               | 28               | 4                | 4                | 1                | 1                | 0                | 33               | 5                |
| 2010             | 浦和               | 10               | J1               | 28               | 9                | 6                | 2                | 2                | 2                | 36               | 13               |
| ブラジル         | ブラジル           | ブラジル         | ブラジル         | リーグ戦         | リーグ戦         | ブラジル杯       | ブラジル杯       | オープン杯       | オープン杯       | 期間通算         | 期間通算         |
| 2011             | グレミオ・バルエリ |                  | セリエB          | 6                | 0                |                  |                  |                  |                  |                  |                  |
| 通算             | ブラジル           | ブラジル         |                  | 39               | 16               |                  |                  |                  |                  |                  |                  |
| 通算             | ドイツ             | ドイツ           | ブンデス1部      | 140              | 19               |                  |                  |                  |                  |                  |                  |
| 通算             | 日本               | 日本             | J1               | 143              | 33               | 20               | 4                | 14               | 5                | 177              | 42               |
| 総通算           |                    |                  |                  |                  |                  |                  |                  |                  |                  |                  |                  |

- Jリーグ初出場・初得点 2005年8月20日 J1 第19節 vsFC東京 (埼玉スタジアム2002)

その他の公式戦
- 2006年
  - スーパーカップ 1試合1得点
- 2007年
  - スーパーカップ 1試合0得点

| 国際大会個人成績 | 国際大会個人成績 | 国際大会個人成績 | 国際大会個人成績 | 国際大会個人成績 |
| 年度             | クラブ           | 背番号           | 出場             | 得点             |
| AFC              | AFC              | AFC              | ACL              | ACL              |
| ---------------- | ---------------- | ---------------- | ---------------- | ---------------- |
| 2007             | 浦和             | 10               | 12               | 5                |
| 2008             | 浦和             | 10               | 4                | 0                |
| 通算             | AFC              | AFC              | 16               | 5                |

その他の国際公式戦
- 2007年
  - A3チャンピオンズカップ 2試合0得点

## タイトル

### クラブ
浦和レッズ
- J1リーグ：1回（2006年）
- 天皇杯全日本サッカー選手権大会：2回（2005年、2006年）
- FUJI XEROX SUPER CUP：1回（2006年）
- AFCチャンピオンズリーグ：1回（2007年）

### 個人
- Jリーグ最優秀選手賞：1回（2007年）
- Jリーグベストイレブン：1回（2007年）